# Alexander Rabinowitch
Alexander Rabinowitch (Londres, 1934) es un historiador estadounidense, que ha estudiado la Revolución rusa y los bolcheviques.
Es autor de obras como Prelude to Revolution: The Petrograd Bolsheviks and the July 1917 Uprising  (Indiana University Press, 1968);
 The Bolsheviks Come to Power: The Revolution of 1917 in Petrograd  (W. W. Norton, 1976); o The Bolsheviks in Power: The First Year of Bolshevik Rule in Petrograd (Indiana University Press, 2007); entre otras.